# Blue Sky 〜空のメロディ〜
「Blue Sky 〜空のメロディ〜」（ブルースカイ 〜そらのメロディ〜）は、皆谷尚美の3枚目のシングル。2000年12月6日にビクターエンタテインメントよりリリース。

## 解説
前作「水平線の彼方に見えるもの 〜海のメロディ〜」より4ヵ月振りのリリースであり、今作は「空」をテーマにしている。
すべての楽曲の作詞は岡部真理子、編曲は鳥山雄司が制作している。

## 収録曲
1. Blue Sky
作詞：岡部真理子/作曲：皆谷尚美/編曲：鳥山雄司
2. つきあかり
作詞：岡部真理子/作曲：皆谷尚美/編曲：鳥山雄司
3. おやすみのうた
作詞：岡部真理子/作曲：皆谷尚美/編曲：鳥山雄司
4. Memories of Wind
作詞：岡部真理子/作曲：皆谷尚美/編曲：鳥山雄司